# Cameron (Louisiane)
Pour les articles homonymes, voir Cameron.
Cameron est une census-designated place (CDP) américaine, située dans la paroisse de Cameron en Louisiane dont elle est le siège.
Selon le Bureau du recensement des États-Unis, Cameron compte 406 habitants au recensement de 2010. La CDP s'étend sur 12,60 milles carrés (32,63 km2), dont 11,43 milles carrés (29,6 km2) de terres.
En 2005, l'ouragan Rita détruit près de 90 % des habitations de la ville. Avant le passage de l'ouragan, Cameron comptait près de 1 500 habitants. La ville est touchée par l'ouragan Ike en 2008.